# P-7 (パラシュート)
P-7（ロシア語:П-7ペー・セーミ）は、ソ連、ロシア連邦、独立国家共同体諸国の空挺部隊が使用する機材投下用パラシュートである。
パラシュート・プラットフォーム（Парашютная платформа）P-7は、An-26、Il-76、An-12、An-22、An-70軍用輸送機からの重量2,000～6,750kg（飛行重量3,750～8,500kg）の機材の投下に使用される。
パラシュートは、MKS-5-128R（МКС-5-128Р）（5基、650kg）か、MKS-350-9（МКС-350-9）（9基、608kg）を使用する。

## 諸元・性能
- プラットフォーム重量：1,110kg
- 使用速度：260～400km/h（Il-76の場合）
- 使用高度：500～1,500m
- 耐用期限：10年（MKS-5-128R、MKS-350-9は12年）
- 降下速度:8～10m/秒未満

## 投下物
- ZU-23-2：4,400kg
- D-30：5,700kg
- BMD-1/2/3/4：8,330kg
- R-142、R-141R、R-141P：7,440kg
- BTR-D：8,300kg
- GAZ-66：5,930～6,510kg
- 弾薬箱：5,376～6,056kg